# 春日流
春日流（しゅんにちりゅう）は能楽笛方の廃絶した一流。

## 解説
元は松永久秀の家臣で名人笛檜垣本彦兵衛（笛彦兵衛）の弟子浅沢市右衛門元道が一家を立て、2世は久秀の家臣であった市右衛門景道が徳川家康に命名で春日を姓とし春日市右衛門景道を名乗った。江戸時代は観世流の笛方筆頭として勢力を誇ったが、11世春日鉄五郎は春日流長命家の人物であったが後に春日流所属となる、維新後は奈良で活躍、門人の12世春日市右衛門は元は森田流の門人であったが11世に師事。12世の後継者に又三郎がいたが夭折し流派は廃絶した。
芸風・譜ともに森田流にきわめて近かったと見られているが、中入りに「送り」と「知らせ」を両方吹くなど藤田流に共通する特色もあった。